# Кукулькан
Кукулькан (юк. Kꞌukꞌulkaan [kʼuː kʼuːlˈkän] — k'uk' «кетцаль», kaan «змея» — «Пернатый змей»; цоциль Kʼukʼul-chon [kʼuːˈkʼuːl tʃʰon] — Kʼukʼul «пернатый», chon — «змея»; чонтальск. Mukú-leh-chan, исп. Kukulcán, позднее Кукумац, Кетцалькоатль) — одно из верховных божеств в мифологии майя.

## Мифология
Считался богом ветра и воды, огня и воздуха, основателем царских династий и крупных городов. Был богом-покровителем династии Кокомов в городе Майяпан.
По одному из верований майя, мир создали боги Кукулькан и Хуракан. Майя считали, что Кукулькан обучил их рыболовству, изобрёл для них письменность и календарь, придумал церемонии. В конце концов культ Кукулькана стал своего рода культом знати — в жертву Кукулькану приносили только знатных юношей и в торжественной обстановке. Столь большое обилие функций и ролей у Кукулькана можно объяснить тем, что его культ был крайне древним.
Являлся аналогом ацтекского бога Кетцалькоатля.

## Воплощения
Основным воплощением Кукулькана был пернатый змей с человеческой головой. Также он изображался как орёл, ягуар, в виде крови, как ракушка улитки и, наконец, как флейта, сделанная из костей.

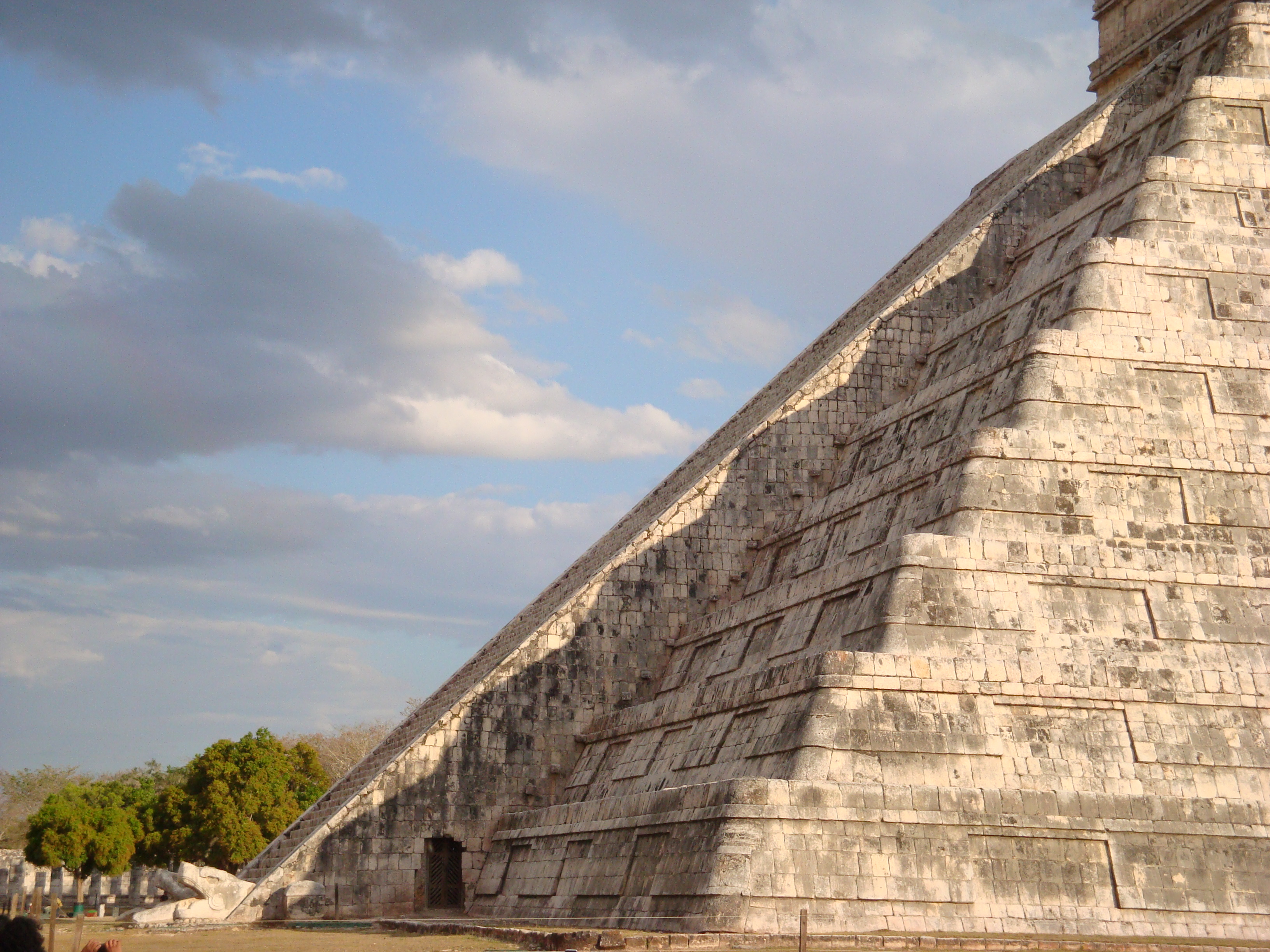
Тень Кукулькана во время солнечного равноденствия в марте 2009 года
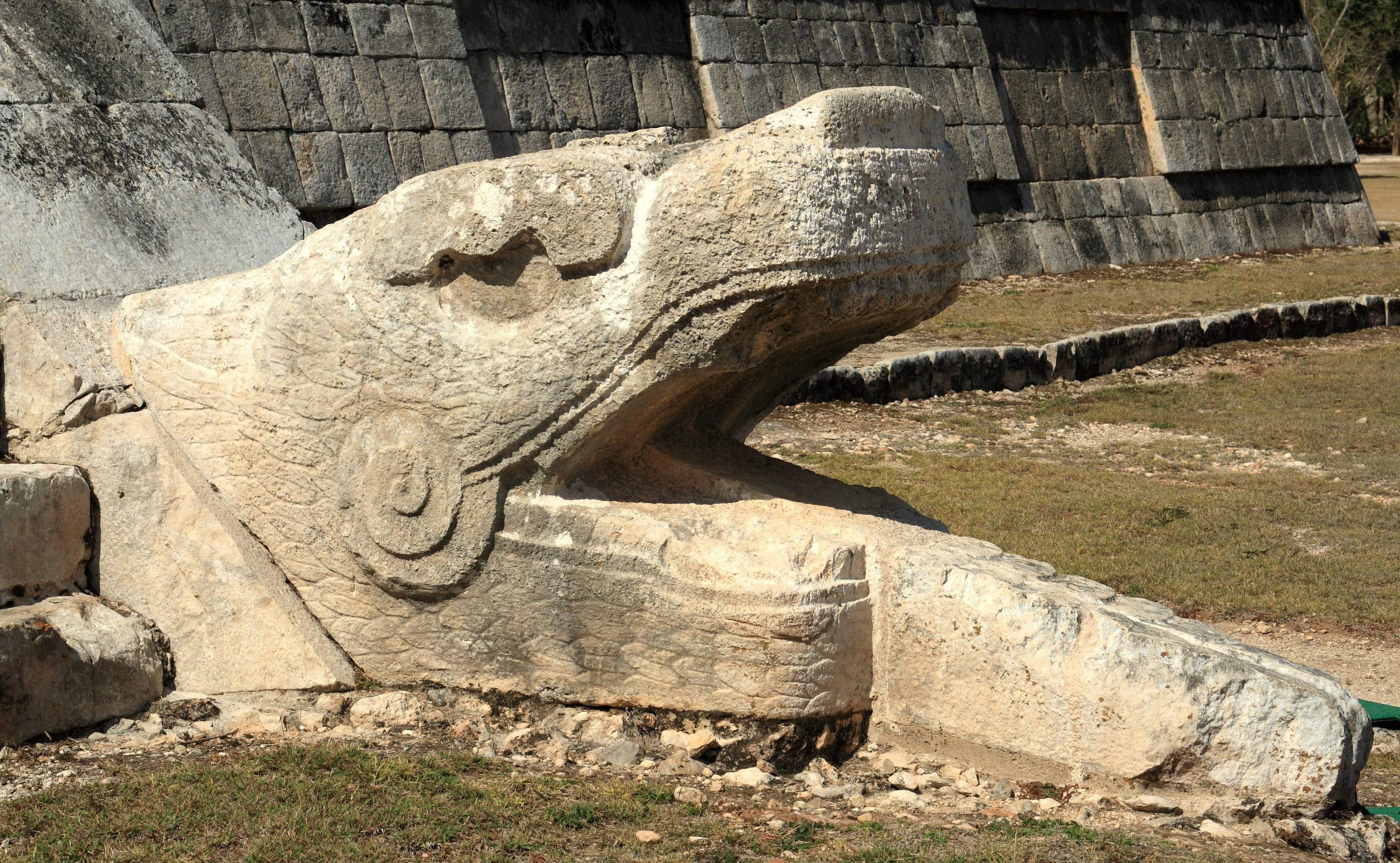
Змеиная голова у основания пирамиды Кукулькана в Чичен-Ице
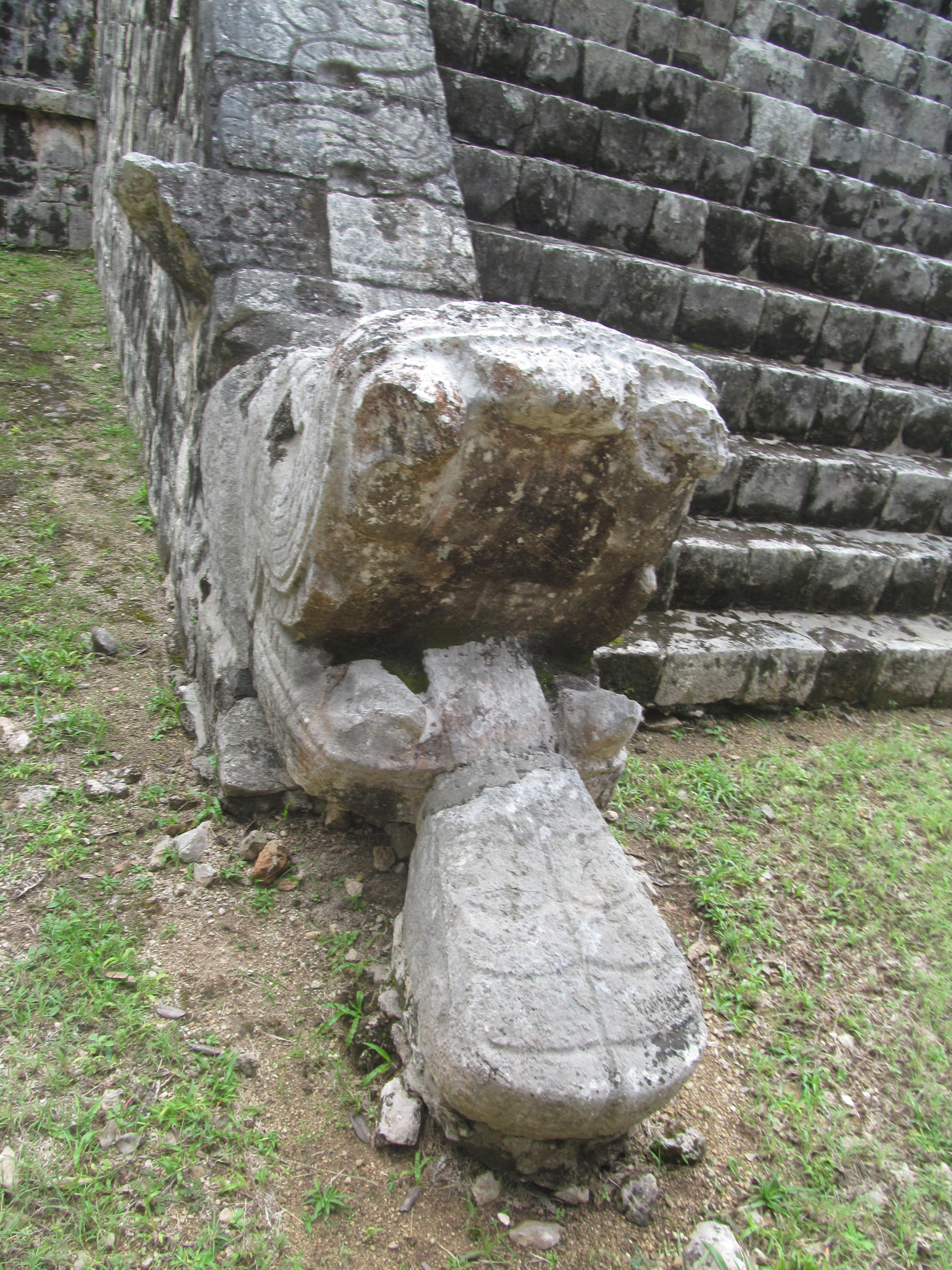

## Храмы

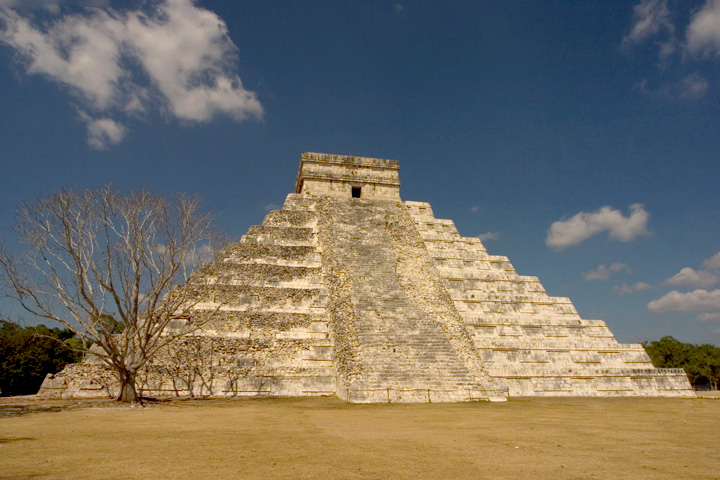
Пирамида Кукулькана

Среди руин древнего города майя Чичен-Ица на полуострове Юкатан в Мексике сохранилось храмовое сооружение — пирамида Кукулькана. На вершине пирамиды был храм, где совершались жертвоприношения Кукулькану. Храм был построен таким образом, что ежегодно в дни весеннего и осеннего равноденствия тень ступенчатых рёбер ступенек пирамиды падает на балюстраду, при этом создаётся впечатление, что по пирамиде ползёт змей. Несомненно, древним майя при этом казалось, что это Кукулькан спустился на землю.